# Mike Huber
Mike Huber es un jinete estadounidense que compitió en la modalidad de concurso completo. Ganó dos medallas de oro en los Juegos Panamericanos de 1987, en las pruebas individual y por equipos.

## Palmarés internacional
| Juegos Panamericanos | Juegos Panamericanos          | Juegos Panamericanos | Juegos Panamericanos |
| Año                  | Lugar                         | Medalla              | Categoría            |
| -------------------- | ----------------------------- | -------------------- | -------------------- |
| 1987                 | Indianápolis (Estados Unidos) | Medalla de oro       | Individual           |
| 1987                 | Indianápolis (Estados Unidos) | Medalla de oro       | Por equipos          |